# Zenzai
Le zenzai (善哉), appelé ainsi dans le Kansai, ou o-shiruko (お汁粉), nom donné dans le Kantô, est un dessert japonais traditionnel. Il est aussi consommé en Chine sous les appellations 红豆沙 / 紅豆沙, hóngdòu shā, 红豆粥 / 紅豆粥, hóngdòu zhōu, 红豆汤 / 紅豆湯, hóngdòu tāng et 豆沙糖水, dòu shā tángshuǐ, en Corée sous le nom de pat-Jug (en coréen : 팥죽/팥粥) et au Vietnam avec le chè đậu đỏ.
Il consiste en une bouillie ou soupe sucrée de haricots azuki et de boulettes, soit des mochi soit des shiratama (白玉, dango de farine de riz cuites dans de l'eau bouillante),.
Dans la tradition japonaise, on croit que ce plat éloigne les maladies et les mauvais esprits. Il est souvent placé sur l'autel d'un domicile.
C'est un encas populaire servi principalement durant l'automne et l'hiver. Il existe des variations régionales dans la préparation de ce plat. Ainsi, il est consommé de préférence sans morceaux dans la région de Tokyo, tandis que les habitants du Kansai le dégustent avec les haricots entiers. De même, certains marchands y ajoutent, durant l'automne, des châtaignes cuites à la vapeur ou grillées , ou le servent glacé l'été. On trouve, plus rarement, des versions à base de haricots azuki blancs.
Des versions instantanées en sachet ou même en canette (servie chaude) existent au Japon.